# Plymouth
Plymouth是Linux中一種Bootsplash。它支援動畫顯示、使用到Direct Rendering Manager (DRM) 和基於核心的顯示模式設定 (KMS)這些技術，並且被包進initrd。
除了看起來比較漂亮, Plymouth還能在開機階段和使用者互動（页面存档备份，存于）。
第一次使用是在2008年十一月二十五日所釋出的Fedora 10 "Cambridge"，並且用來取代Red Hat Graphical Boot (RHGB)。 Ubuntu於2010年4月29日釋出的10.04 LTS "Lucid Lynx"版本中收錄進來，並且在Mandriva Linux這個版本中從splashy換成了Adélie (2010.0)這個版本的Plymouth。

## 外部連結
- http://www.freedesktop.org/wiki/Software/Plymouth（页面存档备份，存于）
- https://launchpad.net/plymouth（页面存档备份，存于）